# Крик про допомогу
«Крик про допомогу» («Крик о помощи») — радянський двосерійний телефільм 1988 року, знятий режисером Сергієм Потепаловим на кіностудії «Ленфільм».

## Сюжет
Учень ПТУ Антон Коломійцев, який узяв на себе за велику суму грошей провину іншого, — потрапляє у найважчу ситуацію. Ніхто із «приятелів» і не намагається прийти до нього на допомогу. Коломійцев знаходить для себе лише один вихід — загибель.

## У ролях
- Володимир Мерзляков — Антон Коломійцев
- Антон Сичов — Ігор
- Наталія Новикова — Катя
- Дмитро Сухарєв — Ромка
- Олег Іллінський — Вадик Єфімов
- Дмитро Количев — Сашко
- Світлана Гайтан — слідчий
- Ольга Самошина — Марина
- В. Глазирін — приятель Антона
- І. Клюжев — приятель Антона
- Р. Молоков — приятель Антона
- Марина Крутікова — мати Ігоря
- А. Євсєєв — епізод
- Олексій Полуян — Микита
- Микола Дік — вихователь

## Знімальна група
- Режисер — Сергій Потепалов
- Сценаристи — Семен Винокур, Сергій Потепалов
- Оператор — Костянтин Рижов
- Композитор — Сергій Курьохін
- Художник — Євген Гуков
- Кастинг-директор — Тетяна Комарова